# Adiaspora
Adiaspora – rodzaj zarodnika, duża, kulista chlamydospora, która po dostaniu się do płuc rośnie izotropicznie bez podziałów komórkowych. Tego typu adiaspory wytwarzają niektóre gatunki grzybów pasożytniczych, np. Emmonsia crescens lub Emmonsia parva. Zarodniki Emmonsia crescens wdychane wraz z powietrzem nie kiełkują w żywicielu, lecz zamiast tego dramatycznie zwiększają swoją objętość (nawet do 1 miliona razy). Przed inhalacją mają średnicę 2–4 µm, ale w płucach mogą osiągnąć średnicę 500 µm i otaczają się grubą ścianą komórkową tworząc przetrwalnikowe chlamydospory.